# Capacidade tributária
Em Direito tributário, capacidade tributária é a aptidão para figurar no pólo ativo (direito de cobrar, sendo portanto sujeito ativo) ou passivo (dever de pagar, sendo portanto sujeito passivo) da obrigação tributária. A depender do pólo ocupado, nos referimos a ela como "capacidade tributária ativa", ou "capacidade tributária passiva".
A capacidade tributária passiva alcança todas as pessoas sujeitas à incidência tributária em razão de sua atividade ou situação. Esta capacidade independe da capacidade civil.
Caso o contribuinte seja considerado tributariamente incapaz, a responsabilidade tributária pode ser compartilhada (ou atribuída) a outras pessoas, de acordo com a legislação.